# Laping
El laping (lapping, laphin) es un platillo típico de la gastronomía boliviana, más específicamente del valle bajo de Capinota, Cochabamba.

## Ingredientes
El laping consiste en el pecho de vaca frito. Se acompaña con mote de habas, choclo y papa hervida con cáscara, más ensalada (preferentemente q'allu) y llajua.

## Historia
El laping se remonta a tiempos prehispánicos y que, en ese entonces, se consumía en invierno y se elaboraba con carnes de camélidos nativos, como la llama, ya que el ganado vacuno llegó a Améríca tras la conquista española. 